# Lester Germer
Lester Halbert Germer (Chicago, 10 ottobre 1896 – Gardiner, 3 ottobre 1971) è stato un fisico statunitense.
Provò, in collaborazione con Clinton Davisson la dualità onda-particella in un esperimento nel 1927.